# NGC 1711
NGC 1711 är en öppen stjärnhop i Stora magellanska molnet i stjärnbilden Taffelberget. Den upptäcktes den 3 augusti 1826 av James Dunlop.